# Faiivka, Novhorod-Siverskîi
Faiivka (în ucraineană Фаївка) este un sat în comuna Larînivka din raionul Novhorod-Siverskîi, regiunea Cernihiv, Ucraina.

## Demografie
Componența lingvistică a localității Faiivka
     Ucraineană (98,61%)
     Rusă (1,11%)
     Alte limbi (0,28%)
Conform recensământului din 2001, majoritatea populației localității Faiivka era vorbitoare de ucraineană (98,61%), existând în minoritate și vorbitori de rusă (1,11%).